# La tempesta imminent
La tempesta imminent, (The Coming Storm o Approaching Thunder Storm, en el seu títol original en anglès) és un llenç de Martin Johnson Heade, un pintor paisatgista estatunidenc, les obres del qual s'associen a l'Escola del Riu Hudson, concretament a la branca coneguda com a luminisme nord-americà.

## Introducció

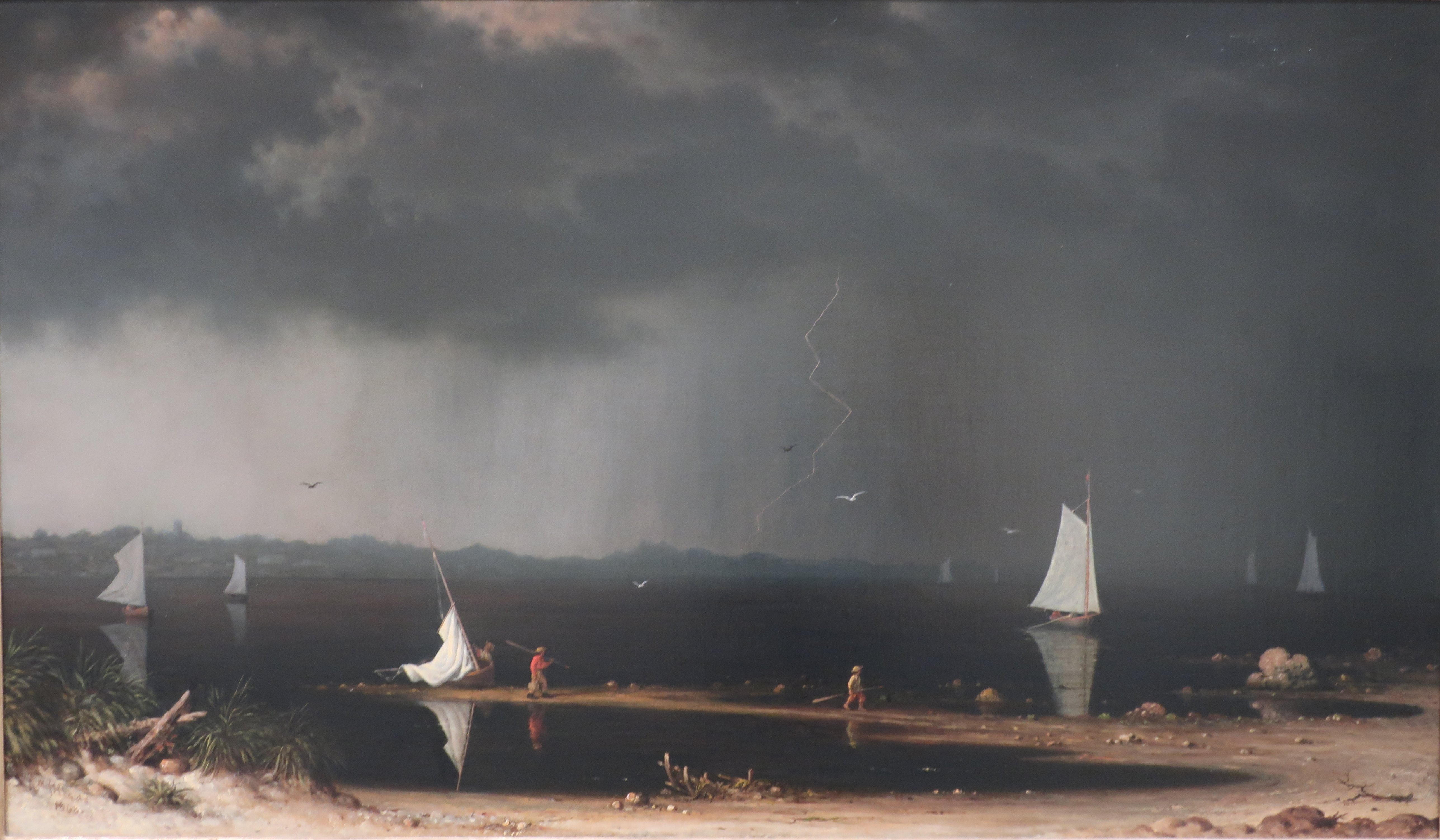
Thunder Storm on Narragansett Bay (1868) Martin Johnson Heade

Tot i que fou un company del també paisatgista Frederic Edwin Church, el corpus pictòric de Heade està més aviat a la perifèria de l'Escola del Riu Hudson. En l'etapa en la qual va pintar aquesta obra, Heade no va tractar temes de la Natura verge, com molts del pintors d'aquella escola, sino que va preferir temàtiques aparentment més prosaiques, com els aiguamolls o els entorns costaners. Fins i tot quan va pintar tempestes, no va retratar la tempesta real, sinó el tens preàmbul de l'enfosquiment del cel i del terreny. Aquest llenç està basat en l'esbós d'una tempesta que Heade va presenciar a la Narragansett Bay, a Rhode Island, al voltant de l'any 1858.
Aquesta obra va ser la base d'una versió més elaborada i sintètica del mateix tema, titulada Thunder Storm on Narragansett Bay, realitzada l'any 1868 (Amon Carter Museum, Fort Worth).

## Descripció
A la costa d'una badia, un pescador amb el seu gos, contempla una lleu il·luminació vermellosa, a la part inferior esquerra de la pintura. La vela de la seva barca està estesa a l'esquerra, mentre que al centre de la composició hi ha el que sembla una cassola de ferro, i estris de pesca. Un altre pescador rema, apropant la seva barca a la costa, mentre una altra barca amb les veles esteses navega, més allunyada. Tant a la dreta com a l'esquerra, sengles llenques de terra verda-groga s'endinsen en la mar. Darrera seu, els turons de l'horitzó varien entre un gris fosc i un gris més clar i, al darrer terme, donen pas a un cel de tons similars, amb uns núvols vorejats d'una llum pàl·lida.

## Anàlisi
Aquesta obra presenta uns elements molt convencionals, potser necessaris per a un artista novell, però que van ser eliminats en les etapes posteriors de l'artista. Per exemple, el pescador en primer pla seria més apropiat per a un paisatge pintoresc del segle XVIII: un personatge rústic que senyala a l'espectador com mirar la pintura, i que s'asseu en un tauler aspre i trencat, que té per missió donar una major varietat visual al llenç. La barca en segon terme és també un dispositiu del paisatge convencional, destinat a proporcionar una narrativa perfecta i més fàcil d'entendre. Una variació respecte de l'antiga tradició és la coloració del llenç, amb un fort contrast de colors i de tonalitats. Els registres horitzontals de la costa, del mar i del celatge van des dels verds clars del primer pla, fins al negre-marró de l'aigua, que esdevé gris en la distància.
Heade potser va aprendre la utilització d'un horitzó molt gran de les obres de Frederic E.Church, ja fos de les primerenques, o bé de la Vista del Niàgara (1857), tot i que la composició dels elements d'aquesta obra no procedeixen directament d'aquell pintor. Tanmateix, la costa amb pocs personatges y objectes, l'espai gairebé buit del centre de la pintura, i el colorit elemental però amb forts contrastos, no són pas les formes rudimentàries d'un pintor novell.